# Коефіцієнт ціна/обсяг продажів
Коефіцієнт ціна/обсяг продажів (ціна/виторг) або коефіцієнт «кратне виручки» (англ. price/revenues, PR ratio, P/R) — фінансовий показник, рівний відношенню ринкової капіталізації компанії до її річного виторгу.
Коефіцієнт ціна/виторг є одним з основних показників, що застосовуються для порівняльної оцінки інвестиційної привабливості акціонерних компаній. Як передумова допускається однорідна галузь, де інвестори очікують, що виторг послідовно створює відповідні обсяги прибутку або грошового потоку.
Малі значення коефіцієнта сигналізують про недооцінку даної компанії, більші — про переоцінку. Істотною перевагою показника P/R є те, що він не набуває негативних значень, як коефіцієнт P/E, а також стійкіший до суб'єктивних чинників і зловживань менеджменту компаній.
Недоліком є те, що чисельник відображає власний капітал, а знаменник - дохід на власний і запозичений капітал. Коректніше застосовувати відношення ринкової вартості інвестованого капіталу MVIC до виторгу, результатом чого стане отримання вартості інвестованого капіталу.
Іноді застосовують зворотний метод, тобто по середньому для даного сектора економіки значенню P/R визначають вартість непублічної компанії шляхом множення коефіцієнта P/R на річний виторг компанії.

## Дивись також
- P/E
- P/B
- EBITDA
- EBIT
- EV
- EBITDAR
- Oibda